# Залуччя (Кам'янець-Подільський район)
Залуччя — село в Україні, у Чемеровецькій селищній громаді Кам'янець-Подільського району Хмельницької області.

## Географія
Подільське село Залуччя розкинулось на подільській височині в південно-західній частині України, за 20 кілометрів автошляхами від міста Кам'янець-Подільський на річці Смотрич.

### Клімат
Залуччя знаходяться в межах вологого континентального клімату із теплим літом. Але діяльність людини досить часто призводить до екоциду, поганих змін та глобального потепління. Рівень наповнення річок водою по області становить лише 20 % від необхідного стандарту, значна частина земної поверхні стає посушливою. Для покращення ситуації варто було б проводити ревайлдинг, відновлювати екосистеми та лісові насадження.

## Історія

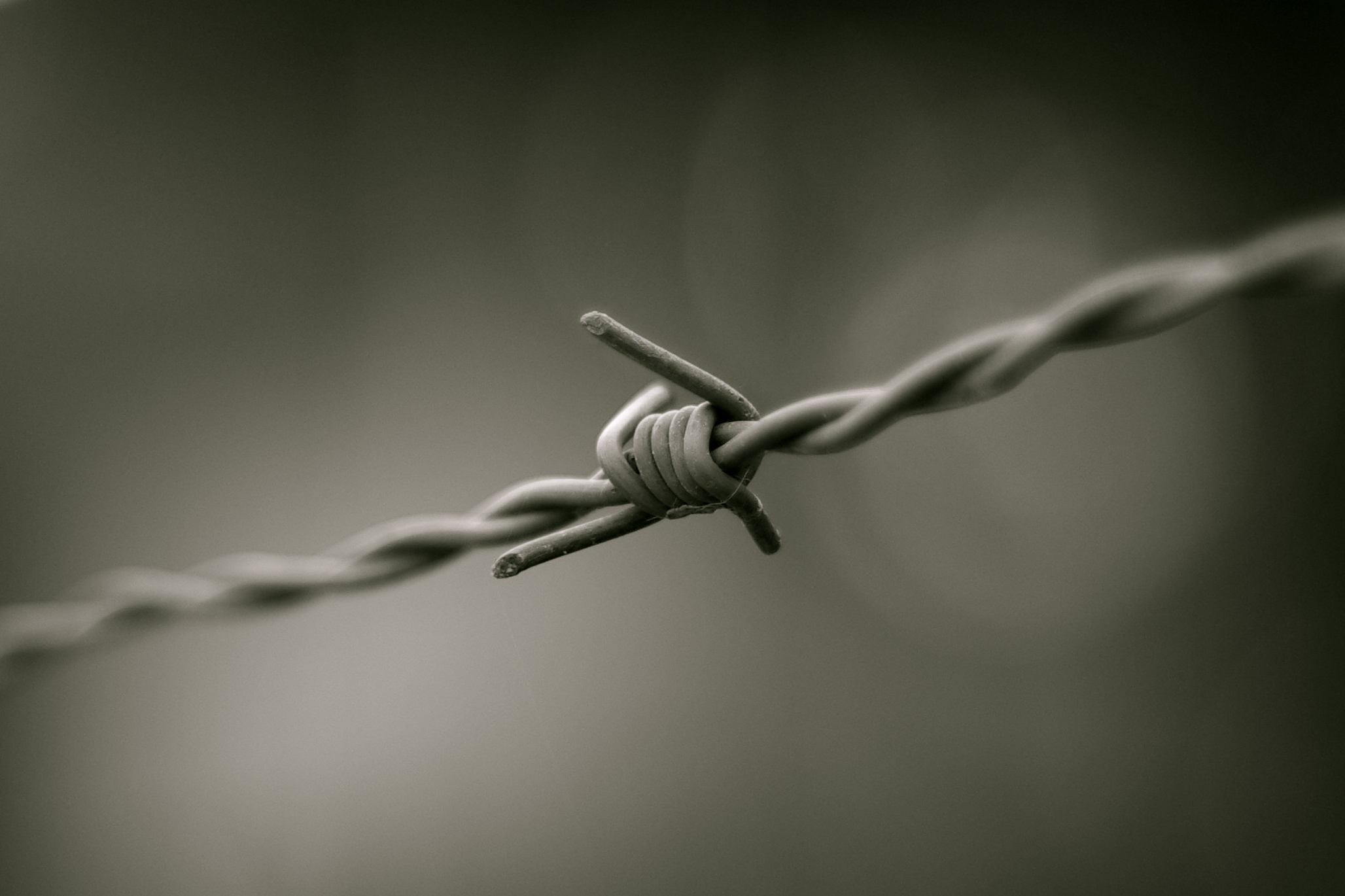
[http://www.reabit.org.ua/nbr/?st=3®ion=&ss=Рудківці&logic=or&f1_type=begins&f1_str=&f2_type=begins&f2_str=&f3_type=begins&f3_str=&f4_from=&f4_till=&f7%5B%5D=all&f14%5B%5D=all#list Національний банк репресованих

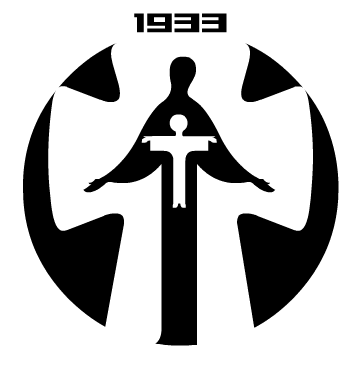
[https://victimsholodomor.org.ua/khmelnytsky/easytable/25-peoples-new.html?start=300 Список жертв Голодомору, Хмельницька область

Перша згадка про Залуччя належить до 1530 року. Тоді воно мало назву Лучинківці.
У 1530 році у селі був один лан. З 1566 року зустрічається у писемних пам'ятках під назвою Залуччя, тоді ж село нараховувало 6 ланів.
З 1543 р. поселення належало Анні Домаратовні Радецькій по спадковості. В 1567 р. Анна Радецька подарувала половину свого маєтку в Залуччі Кам'янецькій кафедральній капітулі на утримання ксьондза. З 1573 р. різними частинами поселення Залуччя володіли багато власників: Єлизавета Добромирська, Станіслав Срочинський, Мартин Калиновський, Констанція Сухорабська, Іван Радецький. З 1627 р. маєток було віддано Кам'янецьким єзуїтам. З 1773 р. маєтком володів Обрембський, який пізніше продав його Крижановському. Після приєднання Поділля до Російської імперії в 1793 р. друга половина поселення поступила в казну і нею володіла О.Браницька, а пізніше — її дочка графиня Воронцова. Після неї власниками цієї частини були Сарнецький, Писаревський і Рафалович.
З 16-го століття село належало до Кам'янецького повіту .
У 1738 році на кошти парафіян збудована дерев'яна церква на честь св. великомученика Дмитра Солунського.
Вкінці 19-го століття Залуччя Циківське налічувало 1324 мешканці, 247 осель, у селі була парафіяльна церква, церковна школа. Адміністративно належало до Кам'янецького повіту Подільської губернії..
Внаслідок поразки Перших визвольних змагань на початку XX століття, село надовго окуповане російсько-більшовицькими загарбниками.
Радянська окупація принесла колективізацію та розкуркулення, мешканці села зазнали репресій. Багатьох частинах Поділля відбувались масові селянські повстання, проти радянської влади.
В 1932–1933 селяни села пережили Голодомор.
Роки Великого терору 1936-1937 вбито осіб різних національностей і професій, багато людей було виселено як сім'ї «ворогів народу».
По закінченню Другої світової війни у 1946—1947 роках мешканці села вчергове пережили голод.
З 1991 року в складі незалежної України.
15 вересня 2016 року шляхом об'єднання сільських територіальних громад, село увійшло до складу Чемеровецької селищної громади. Об'єднання в громаду має створити умови для формування ефективної і відповідальної місцевої влади, яка зможе забезпечити комфортне та безпечне середовище для проживання людей.
До адміністративної реформи 19 липня 2020 року село належало до Чемеровецького району, після його ліквідації, увійшло до складу Кам'янець-Подільського району.
Колишній орган місцевого самоуправління — Залучанська сільська рада.

## Опис герба
1. Основа герба — чотирикутний щит із загостреною основою.
2. На фоні синього неба та зелених лук — срібне стилізоване зображення Залучанської православної церкви св. Дмитрія Солунського початку XVIII ст.
3. В нижній частині на малому щиті — козацькі мушкети та лук зі стрілами, що нагадують про героїчне історичне минуле та легенди про село.
4. Хвилі нагадують про розташування села на р. Смотрич.
5. Герб обрамлений вінком декоративного орнаменту золотистого кольору, у верхній частині орнаменту — золотий тризуб. Внизу герба — стрічка зеленого кольору з написом «Залуччя».

## Населення
За переписом населення України 2001 року в селі мешкало 787 осіб.

### Мова
Розподіл населення за рідною мовою за даними перепису 2001 року:
| Мова       | Відсоток |
| ---------- | -------- |
| українська | 99,63 %  |
| російська  | 0,37 %   |

## Пам'ятки
У селі є Церква св. Дмитра. До нашого часу без істотних зовнішніх змін на Кам’янеччині залишилися лише дві церкви у традиційному стилі для Подільської архітектурної школи: це Хрестовоздвиженська на Карвасарах у Кам’янці (1799) та Дмитрівська в селі Залуччя (1735). Піп зі Залуччя згадується в 1578, 1583 роках. Церква св. Дмитра відома з 1722 р. Біля 1738 р. збудована нова дерев'яна триверха споруда. В 1830-х рр. бічні верхи розібрано. Кам'яна дзвіниця. Кам'яний притвор збудовано 1872 р.
Неподалік від села розташовані ботанічна пам'ятка природи — Самовита Товтра та геологічна пам'ятка природи місцевого значення Залучанська печера. Село лежить у межах національного природного парку «Подільські Товтри».

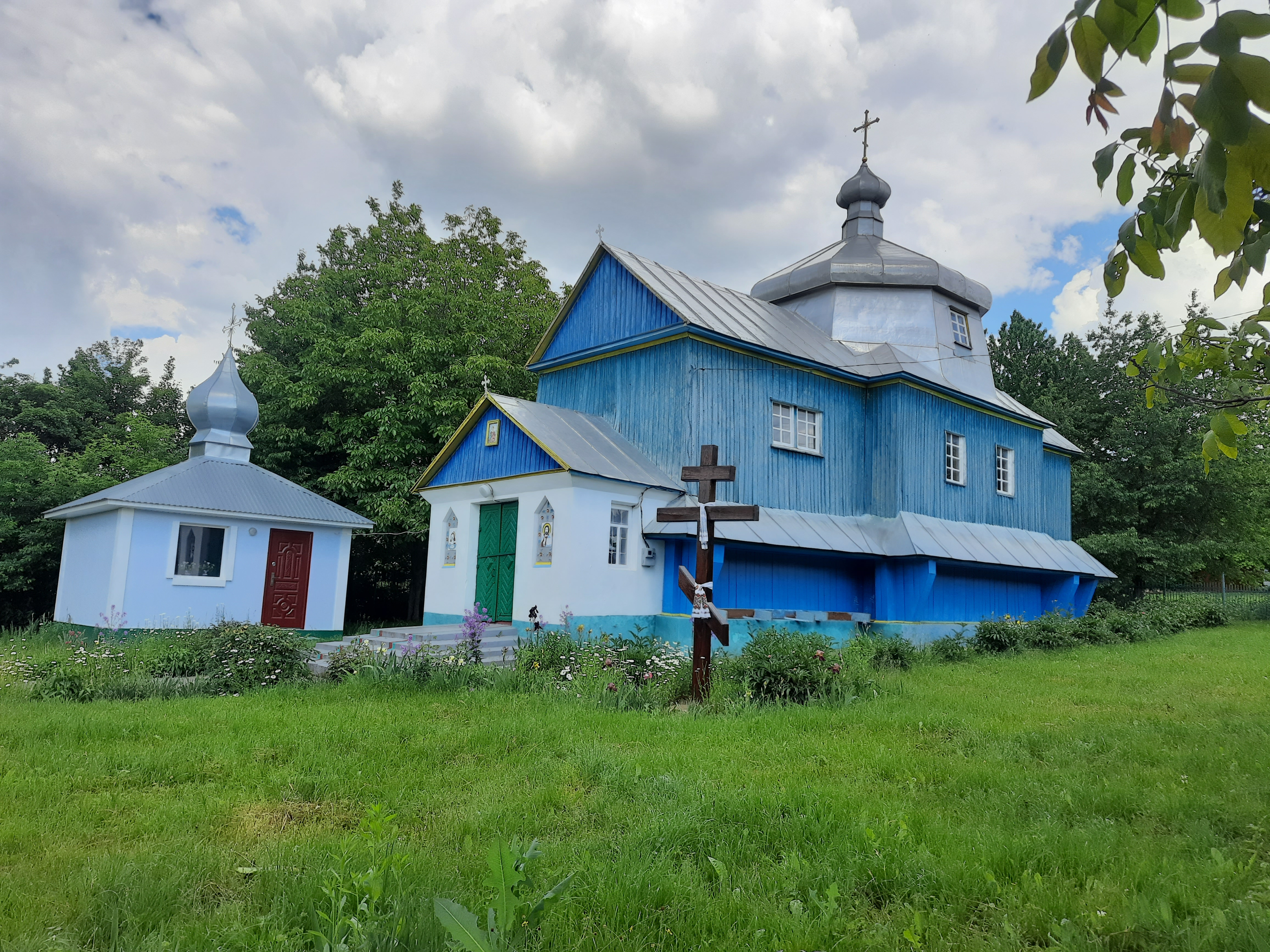
Церква Святого Димитрія
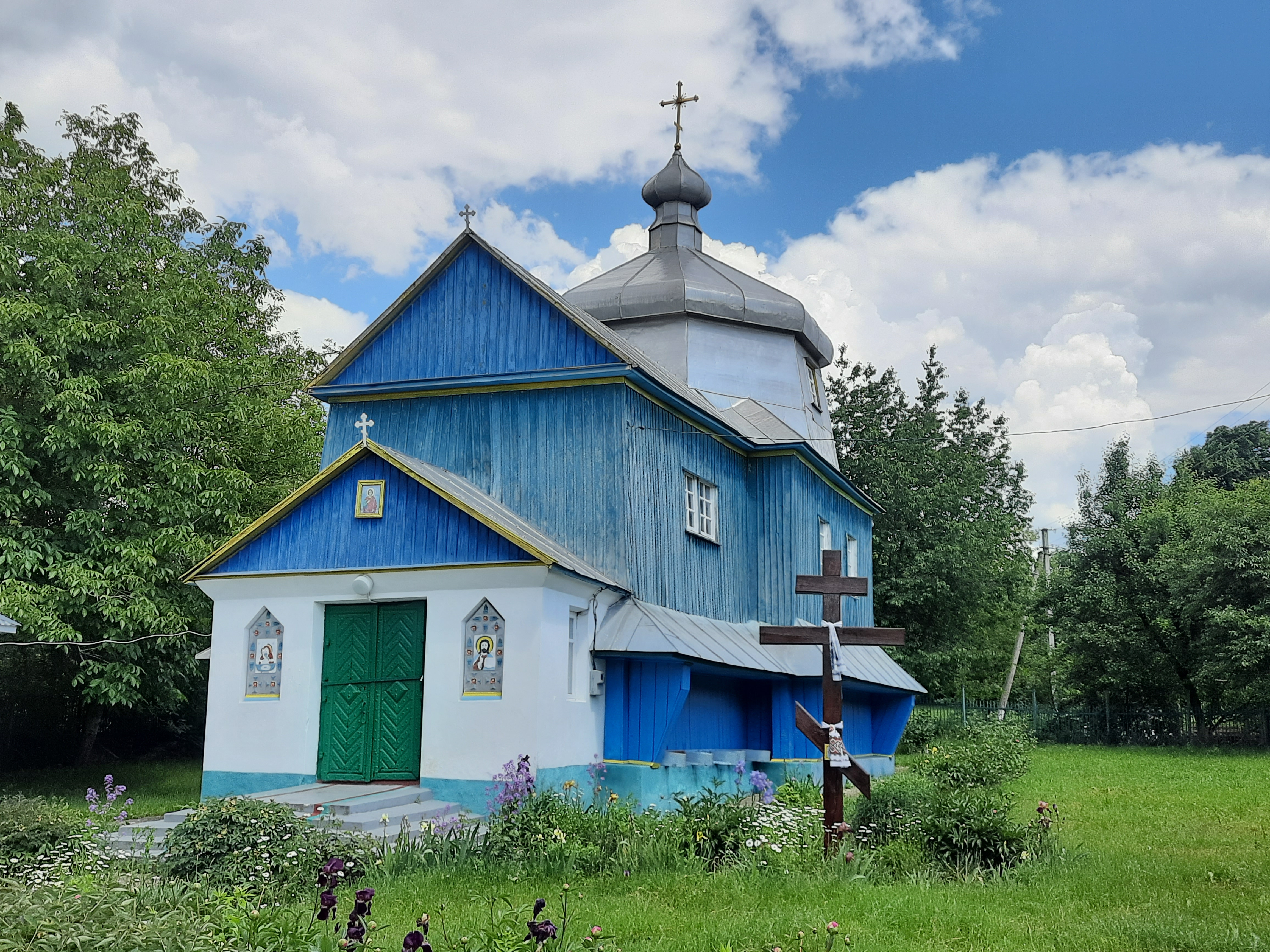
Церква Святого Димитрія
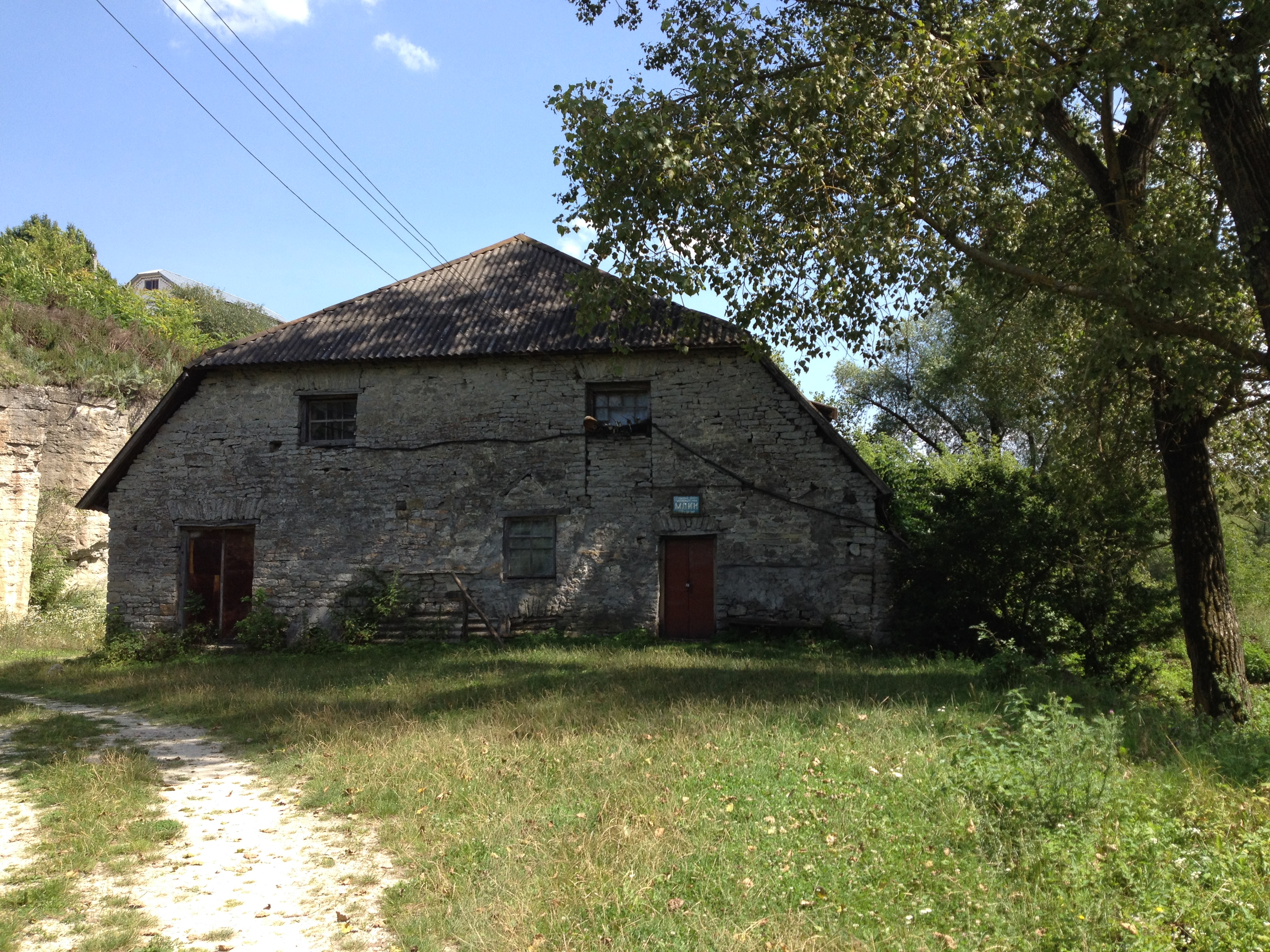
Млин
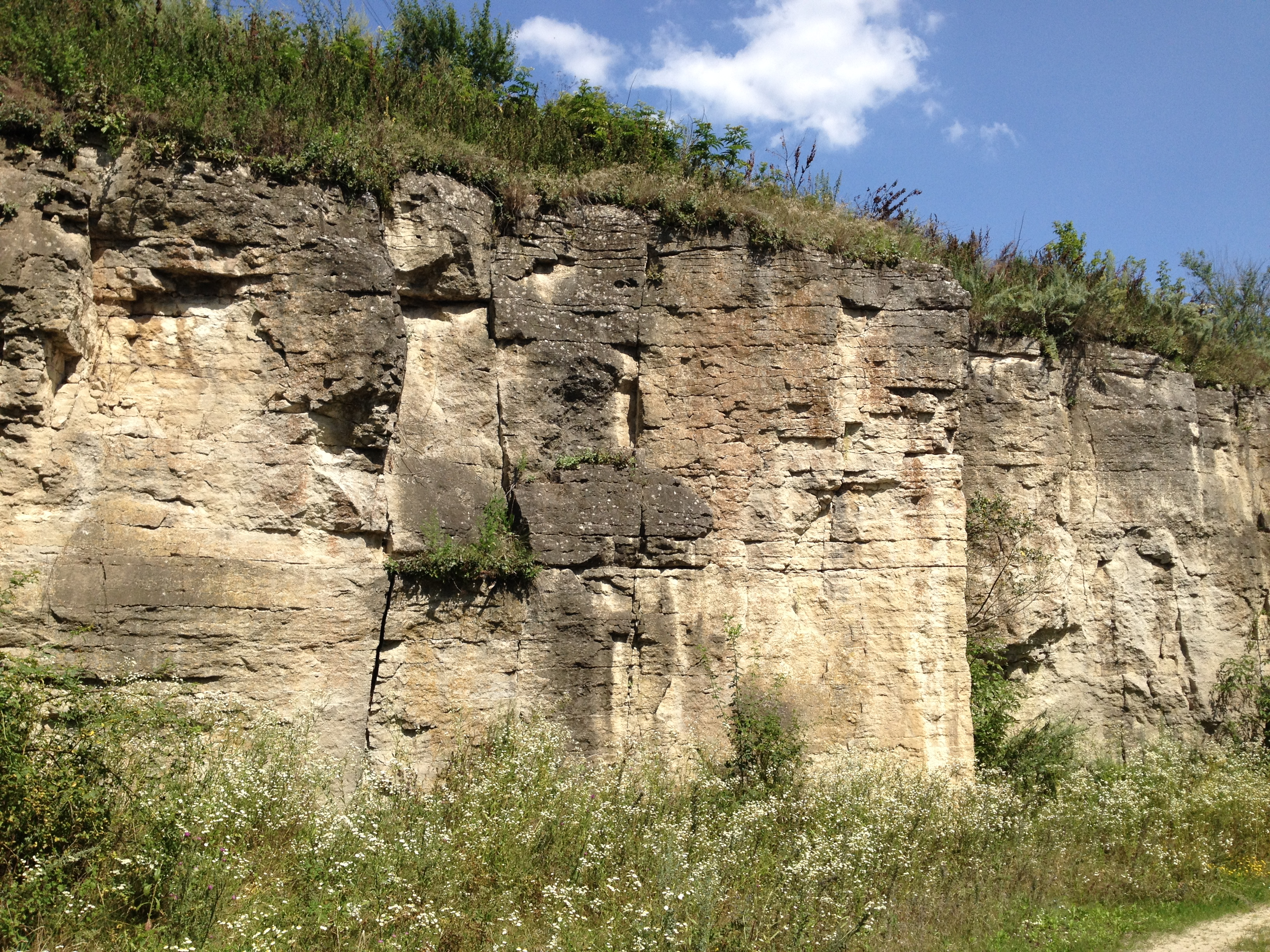
Каньйон Смотрича
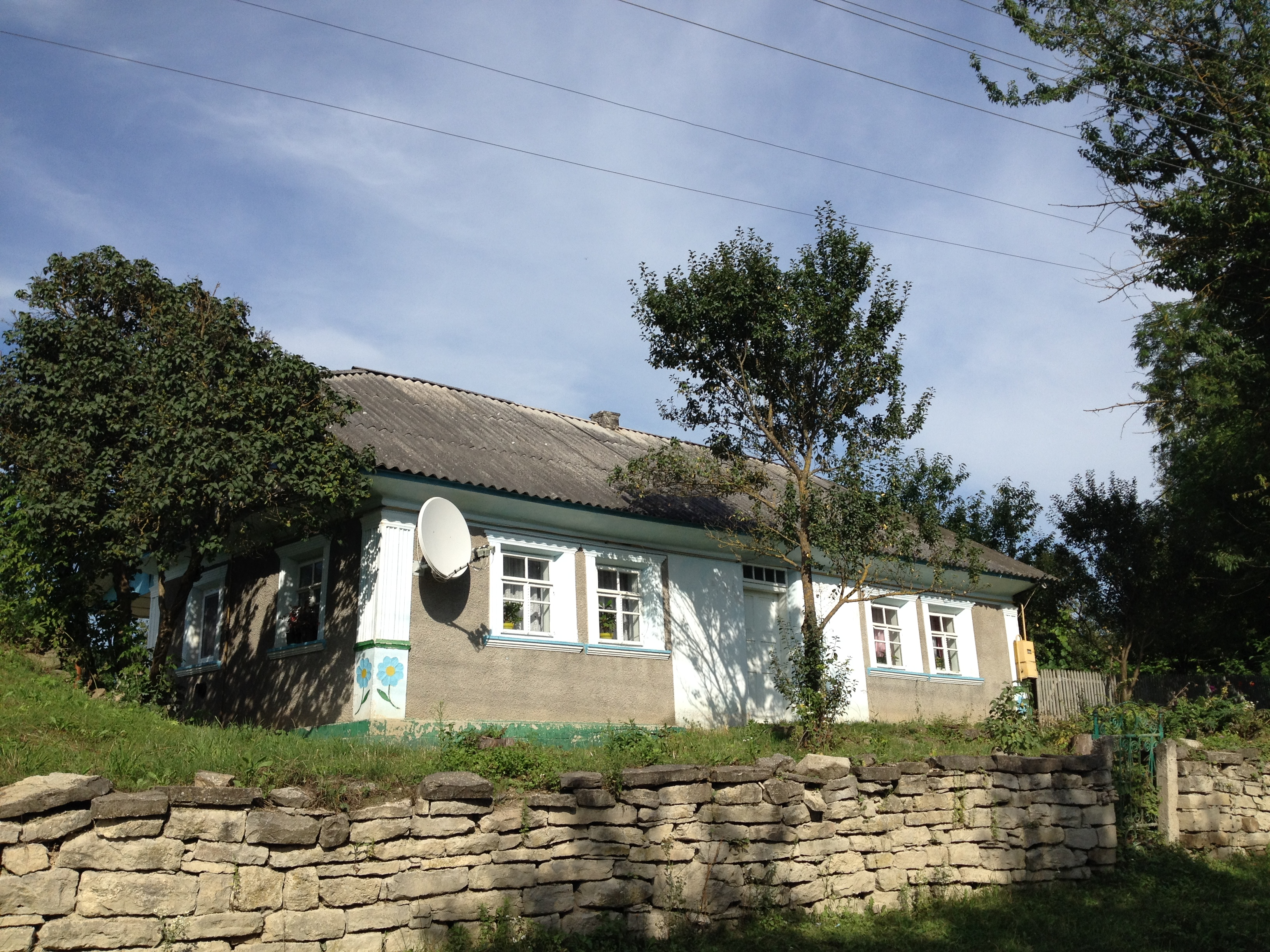
Хата
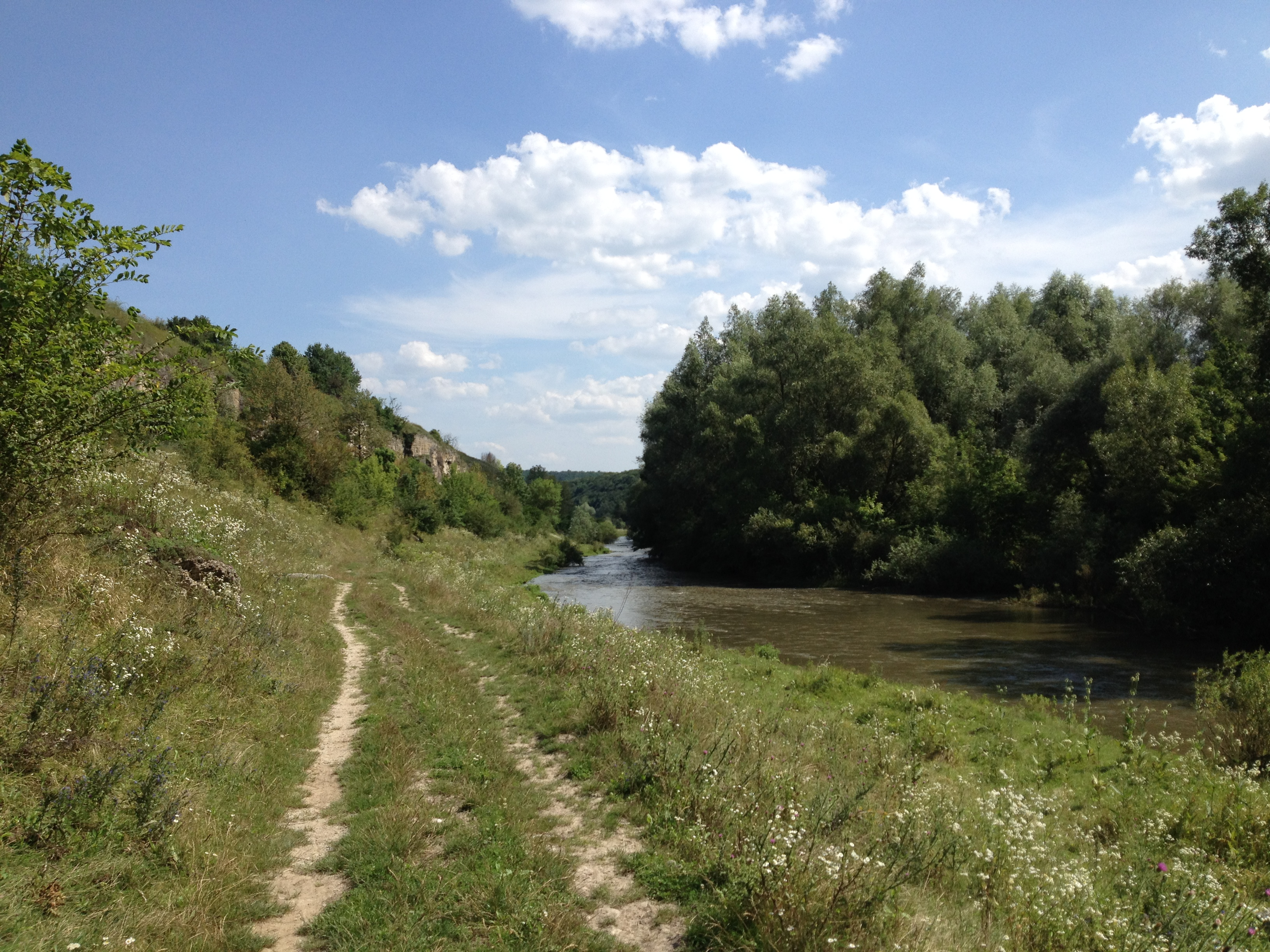
p. Смотрич
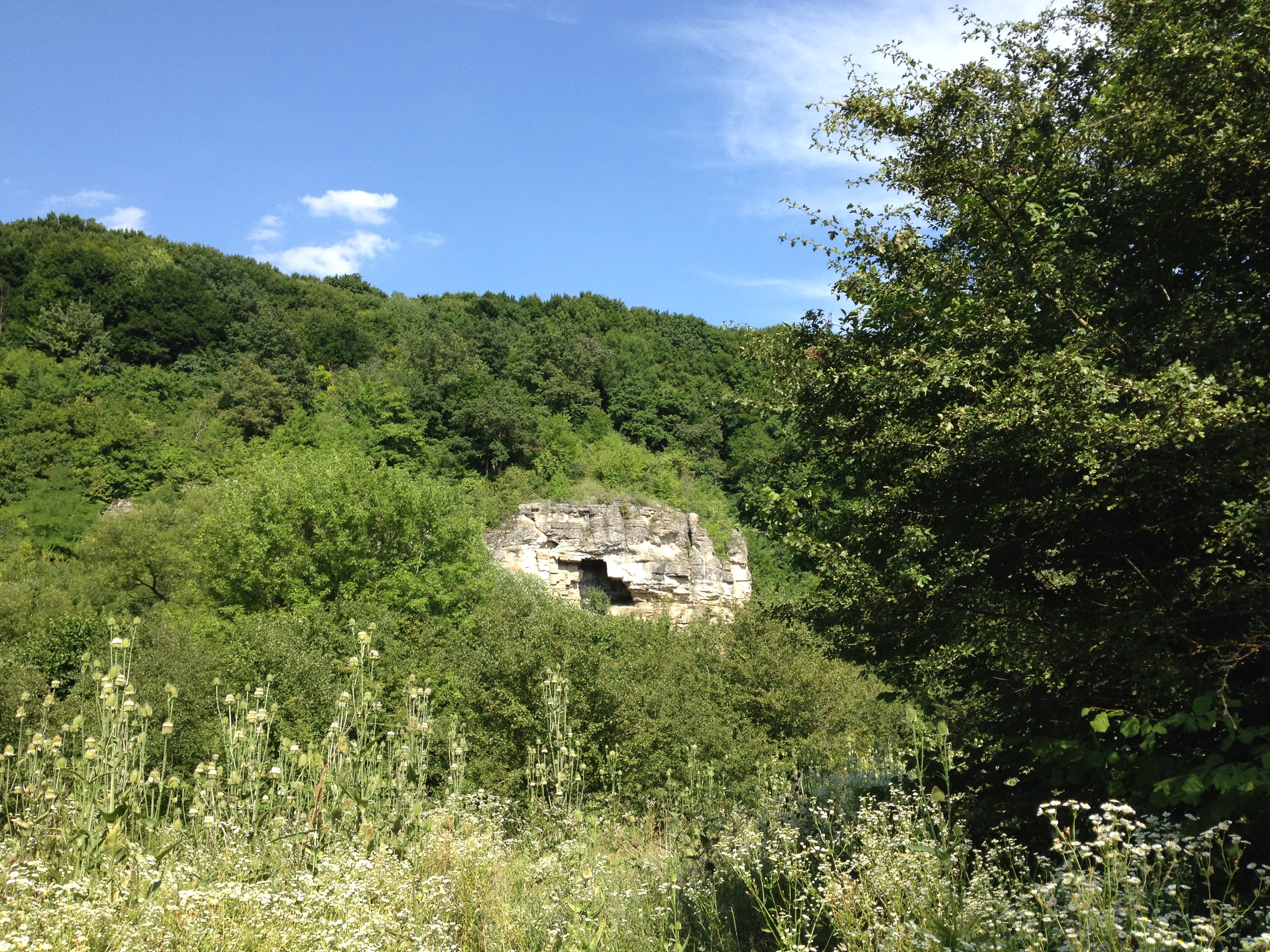
Залучанська печера
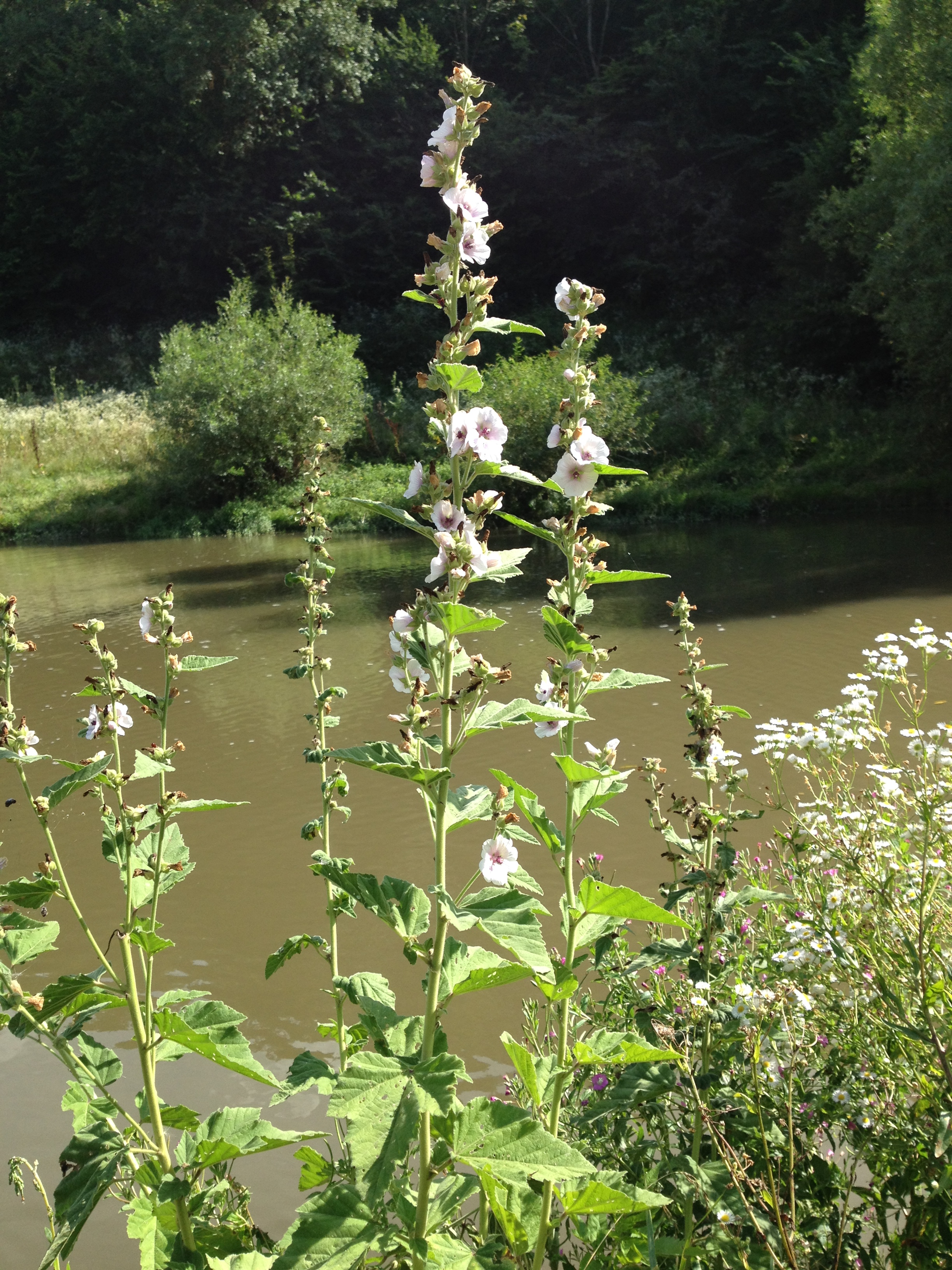
Мальви
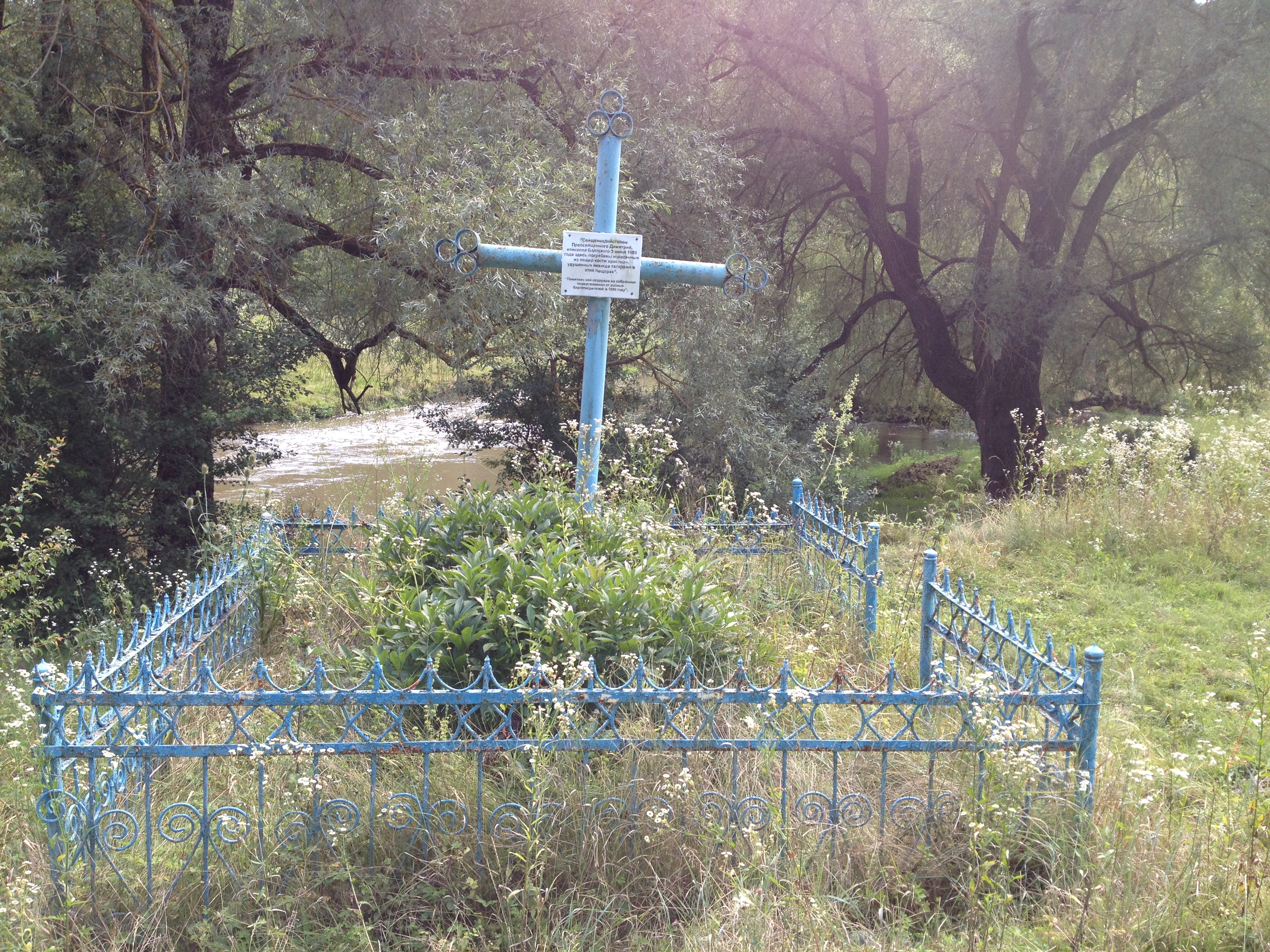
Пам'ятний хрест 1889 p.

## Легенда
Біля села знаходиться відома Залучанська печера довжиною ходів у 50 метрів. Багато легенд і переказів існує про цю печеру.
«Жив у селі Залуччі козак по імені Демид. В яких тільки походах не бував, і в Криму татарському, і в Стамбулі оттоманському.
Під час одного походу на Стамбул козаки визволили з Турецької неволі українських дівчат. Одна з них — Афігенія — полонила серце Демида. Привіз її на Україну і з благословенням кошового одружився. А потім попрощався з товариством і повернувся в рідне село.
В Залуччі Афігенія дочку породила. Ясну як ранкове сонце, гарну, наче яблуневий цвіт. Коли Оринці виповнилося шістнадцять, від парубків не було відбою. Чутки про її вроду неслися, наче весна по садах.
Якось зачув Демид, що Кам'янці ярмарок буде. Вирішив козак купити дочці білого шовку на сукню, сріблястої парчі на корсетку і кілька ліктів різнобарвних стрічок, хай, мовляв, до часу полежить у скрині. Та й дружині обіцяну тернову хустку придбати, краму різного. Жили Демид з Афігенією душа в душу.
Сказано — зроблено. Запряг коня у маленький візок, посадив на нього своє сімейство і за світ подався у Кам'янець. Приїхали рано. Між тим, ярмарок вирував, наче море. Між рундуками можна було тільки просунутися боком, стільки снувало тут всякого люду. Довго ходив Демид по ярмарку. Придивлявся, прицінювався, приміряв, купував. І вже коли сонце стало хилитися до веж фортеці, задоволений залишив своє ярмаркування.
Раптом помітив юрбу озброєних кримчаків, які супроводжували купецькі валки. Ординці навперейми вихваляли вроду Оринки, порівнюючи її з ясним місяцем, лотосом. І одночасно безцеремонно сперечалися, яку суму грошей можна було одержати, коли дівчину у Крим привести не ушкоджену, а переглянувшись намагалися учинити безлад, щоб легше здійснити задумане.
Старому козакові не треба було класти пальці у рот. Він одразу збагнув, що до чого. Разом з сусідами підійшов ближче до скелі, що нависла над Карвасарами, відгородив дружину і дочку від перехожих. Ординці зрозуміли, що козак не промах і кинули свій задум.
Додому залучанці поверталися валкою. Демид запримітив трьох вершників, що назирцем супроводжували їх від самого Кам'янця. Вони, наче з-під землі, виринали з-за пагорбів то справа, то зліва, то спереду. Не доїжджаючи до Нігина, старший валки згуртував загін сміливців і кинув його проти переслідувачів. Ординці зникли. Та це тільки здавалося, що татари залишили намір захопити в полон красуню. Ще до заходу сонця кримські купці, які з допомогою спеціальних команд вистежували дорогий „живий“ товар, достеменно знали, у якому селі живе Демид. На Карвасарах ще вирував ярмарок, а в Крим вже неслися гінці з звісткою про дивовижну красу дівчини-подолянки.
Влітку, коли жнива перекинулися на посіви гречки і проса, на околиці Залуччя піднявся стовп куряви від безлічі кінських копит. Неслася зграя людоловів. Залучанці кинулися у розтіч. Дружина Демида, яка поралася на городі, не встигла сховатися. Метнулася до церкви, скочила у дзвіницю. Там лежав заряджений мушкет дозорця, що сховався від страху. Побачила жінка через вікно кримчаків і вистріли у поводиря і на щастя влучила, впав на землю ватажок, а охоплені забобонним жахом розбійники повернули коней і втекли. Люди, повернувшись у село, застали свої помешкання цілими і не пограбованими.
Минули віки, а пам'ять про подвиг дружини Демида й досі живе у народі.»